# Barbifrontia
Barbifrontia é um gênero de mariposa pertencente à família Crambidae.